# HMS Kenya (1939)
HMS Kenya (14) (Его величества корабль Кения) — британский лёгкий крейсер, первой серии крейсеров типа Краун Колони. Был заказан по программе 1937 года и заложен на верфи Alexander Stephens of Govan в Глазго 18 июня 1938 года. Крейсер был спущен на воду 18 августа 1939 года, став первым кораблём носящим это имя в британском флоте. Крестной матерью при спуске была её королевское высочество герцогиня Глостерская. 28 августа 1940 года крейсер был введён в строй. Девиз корабля звучал: Cosilio fide vigilancia — «Благоразумие, верность и бдительность».

## История службы
Первым капитаном корабля стал Michael Maynard Denny. 300 членов нового экипажа были переведены с находящегося в ремонте тяжёлого крейсера Exeter. При вступлении в строй корабль был оснащён радаром воздушного обнаружения тип 279, другие радары были установлены позднее. 11 сентября крейсер начал с трёхдневной задержкой приёмочные испытания из-за забастовки рабочих верфи, требовавших дополнительную оплату для обслуживания крейсера во время испытаний. 18 сентября крейсер встал в док в Гриноке для осмотра корпуса после проведения ходовых испытаний, а 28 сентября крейсер вышел из Гринока в Скапа-Флоу на Оркнейских островах после окончания приёмочных испытаний.
В Скапа-Флоу крейсер начал службу в составе кораблей флота метрополии. Уже 7 октября он отправился в дальний поход, выйдя в составе эскорта войскового конвоя WS3, и сопровождая последний до Фритауна, где оставил его прибыв в 19 октября. Во Фритауне крейсер оставался до 27 октября, когда отбыл обратно в Скапа-Флоу. 17 ноября крейсер вошёл в состав 10-й эскадры крейсеров после прибытия в Скапа-Флоу, с заходами в Белфаст и Гринок.
21 ноября крейсер выходил на учебные стрельбы совместно с линейным крейсером Hood и лёгким крейсером Aurora. 10 декабря он ушёл в Девонпорт для докования. 25 декабря он вышел из Девонпорта после сообщения об атаке войскового конвоя WS5A немецким тяжёлым крейсером Адмирал Хиппер. Сам конвой был рассеян и его требовалось вновь собрать. 26 декабря с крейсера были замечены немецкие самолёты. Вскоре после этого крейсер был отряжён для оказания помощи пароходу Empire Trooper, который был повреждён 203-мм снарядом в бою с немецким крейсером. 28 декабря в сопровождении корвета Cyclamen отконвоировал пароход в Понта-Делгада на Азорах. В январе следующего, 1941 года крейсер в сопровождении 4 корветов эскортировал тот же пароход в Гибралтар, куда корабли прибыли 4 января. 5 января крейсер вышел из Гибралтара для сопровождения тяжёлого крейсера Berwick, повреждённого в том же бою с Адмиралом Хиппер’ом. 6 января он соединился с соединением эскортировавшим повреждённый Berwick в метрополию. Оно состояло из авианосца Argus, и эсминцев Wishart, Forester, Foxhound и Fury. После присоединения Кении, три последних эсминца отделились и ушли обратно в Гибралтар. Однако уже 7 января Кения оставила соединение и ушло на соединение с конвоем SL60, следующим из Фритауна в Великобританию. 13 января по прибытии конвоя в Клайд крейсер оставил его и отправился в Плимут, куда прибыл 15 января.
30 января крейсер вышел из Плимута в Гринок для сопровождения Атлантических конвоев. 1 февраля он присоединился к уходящему конвою OB281 для сопровождения его у Северо-Западных подходах. 5 февраля крейсер отделился от конвой направившись во Фритаун, куда прибыл 8 февраля. Оттуда он уже вышел 10 февраля в составе эскорта конвоя SL65. 14 февраля он вместе со вспомогательным крейсером Bulolo продолжал эскортировать конвой, после объединения последнего с его тихоходной частью (SL63 Slow) для совместного плавания в Великобританию. 20 февраля Кения оставила конвой и направилась в Гибралтар, куда прибыл 22 февраля. 28 февраля он снова вышел в море, чтобы присоединиться к эскорту тихоходной части конвоя SL66. 9 марта он отделился от него, чтобы присоединится к быстроходной части этого же конвоя. 10 марта над крейсером появились немецкие самолёты, которые удалились не атакуя. В тот же день на поверхности океана была обнаружена итальянская подводная лодка, которая погрузилась после того, как Кения открыла по ней огонь из 152-мм орудий. Позже крейсер соединился с быстроходной частью конвоя, который он покинул 13 марта и направился в Плимут.
17 марта крейсер вышел из Плимута совместно с линейным крейсером Renown и авианосцем Ark Royal к юго-западным подходам, чтобы встретить прибывающий конвой SL67, следующий из Фритауна. Считалось, что этот конвой может подвергнуться атаки двух немецких линкоров «Шарнхорст» и «Гнейзенау». 19 марта крейсер покинул данный конвой, чтобы сопровождать другой прибывающий конвой — HG56 из Гибралтара. По-прежнему адмиралтейство считало, что существует угроза атаки конвоев немецкими линейными кораблями. 23 марта он присоединился к конвою и выполнил совместные учения с подводной лодкой Olympus входящей в состав конвоя. 31 марта крейсер совместно с конвоем прибыл в Клайд.
6 апреля крейсер вышел из Клайда присоединившись к кораблям прикрытия от надводных атак. 15 апреля он окончил патрулирование и направился в Скапа-Флоу. 18 апреля он прибыл в эту базу и был назначен в отряд кораблей прикрывающих северо-западные подходы. 24 апреля он вышел в качества прикрытия 1-й мино-заградительной эскадры, проводящей операцию SN71 по постановке заграждений на линии Исландия — Фарерские острова. 29 апреля корабли вернулись в Скапа-Флоу. С 8 по 15 мая крейсер участвовал в очередной операции по постановке мин — SN9B.

### Охота на Бисмарк
22 мая крейсер вышел из Скапа-Флоу на поиски немецкого линейного корабля «Бисмарк» в составе соединения кораблей — линкор King George V, авианосца Victorious, лёгких крейсеров Aurora, Galatea и Hermione в сопровождении эсминцев Intrepid, Inglefield, Punjabi, Lance, Active и Windsor. 24 мая крейсер совместно с крейсерами Aurora и Hermione в сопровождении эсминцев отделились для сопровождения авианосца, проводящего воздушные поиски «Бисмарка» после потопления последним британского линейного крейсера Hood. 27 мая, после потопления «Бисмарка» совместно с крейсером Aurora оставил сопровождаемые корабли и ушёл на дозаправку в Хвалфьордур, Исландия. 30 мая оба крейсера вышли из Хвальфьорда на поиски южнее Гренландии немецких судов снабжения, выведенных в этот район для заправки «Бисмарка». О их местонахождении стало известно после расшифровки немецких сообщений, переданных с помощью шифровальной машины Энигма. 31 мая крейсера спасли выживших с парохода Marconi, потопленного немецкой подлодкой 26 мая. 3 июня британские крейсера обнаружили немецкий танкер Belchen (6367 брт) в процессе заправки подводной лодки U-93. Крейсера открыли артиллерийский огонь, танкер был подожжён и получил крен на правый борт, после чего был добит торпедой с Aurora. U-93 во время боя погрузилась, всплыв по его окончании и спасла некоторых выживших из состава экипажа танкера.
С 16 июня крейсер участвовал в очередной операции по прикрытию минных постановок — SN66. 25 июня по возвращении в базу со следующей минной постановки — SN70B, Кения столкнулась с эсминцем Brighton из состава сил ближнего прикрытия. Крейсер получил удар с правого борта в районе башни «B». Эсминец же с повреждениями носовой части был отбуксирован в Исландию для проведения предварительного ремонта перед основным в метрополии. Кения пришла в Розайт и встала на ремонт. 28 июля она была введена в док. В ходе ремонта на борту крейсера была смонтирована радарная установка надводного обнаружения Type 271 и пара 20-мм Эрликонов, которые были установлены на платформе позади башни «B». Опыт их эксплуатации впоследствии показал, что автоматы могут быть повреждены при стрельбе возвышенных орудий главного калибра и на крейсерах данного типа, зенитные установки в этом месте уже не ставились. В конце августа крейсер вернулся в Скапа-Флоу в состав флота.
4 сентября крейсер выходил совместно с эсминцем Lightning для эскорта быстроходного минного заградителя Manxman выполняющего постановку заграждения у полуострова Stadlandet в Южной Норвегии.

### Операция Halbard
17 сентября крейсер был включён в планирующуюся операцию по доставке подкреплений на Мальту. Кения был задействован как флагманский корабль вице-адмирала Барроу, командующего эскортными силами в операции по доставке наземного персонала RAF в Гибралтар. После этого крейсер принял участие в операции Halbard («Алебарда»), зайдя кратковременно 28 сентября совместно с крейсерами Euryalus, Hermione и Sheffield на Мальту. Уже 30 сентября крейсер вернулся в Гибралтар.

### Потопление Kota Pinang
1 октября Кения вместе с крейсером Sheffield был послан в Атлантику на перехват немецких судов снабжения, местоположение которых было определено по результатам перехвата радиопереговоров с блокадопрорывателя Rio Grande (6062 брт.) шедшего из Японии. Ему удалось ускользнуть, зато 3 октября гидросамолёт с Кении обнаружил немецкое судно Kota Pinang (7275 брт.) шедшее из Бордо, судно подожгли и оно затонуло после взрыва в точке 43°26′ с. ш. 24°30′ з. д.. Сопровождавшая судно подводная лодка U-129 не смогла атаковать вражеские корабли, однако после их ухода спасла 119 человек и 6 октября передала их на борт испанского буксира. 6 октября оба крейсера совместно пришли в Гринок и снова вошли в состав Home Fleet’а.

### Арктические конвои и первый поход в СССР
8 октября крейсер встал на ремонт на построечной верфи после повреждений полученных из-за погодных условий. 10 октября после завершения ремонта перешёл из Гринока в Скапа-Флоу. 31 октября крейсер совместно с эсминцами Bedouin и Intrepid вышел для участия в перехватывающий патруль с базированием на Исландию. 6 ноября крейсер принял в Сейдисфьордюре на борт советского генерала Громова и штабных офицеров, которых должен был доставить в Мурманск. 9 ноября сопровождал вспомогательный минный заградитель из 1-й минно-заградительной эскадры в очередной минной постановке — операция SN 83B. После сопровождения заградителя обратно в Исландию, крейсер совместно с эсминцами Bedouin и Intrepid и пошёл на соединение с конвоем PQ-3, с которым корабли встретились 14 ноября. До этого, в условиях плохой погоды один человек из экипажа крейсера был смыт за борт. 20 ноября крейсер отделился от конвоя и направился в Мурманск, чтобы высадить своих пассажиров.
21 ноября крейсер совместно с эсминцами Bedouin и Intrepid и советскими эсминцами Громкий и Гремящий выходил на поиск вражеских судов у северо-восточного побережья Норвегии. В ночь с 24 на 25 ноября соединение в том же составе обстреляло норвежский порт Вардё. 27 ноября крейсер принял на борт персонал RAF из 151 крыла, который непродолжительное время воевал на истребителях Харрикейн на территории СССР. 28 ноября Кения совместно с эсминцами Bedouin и Intrepid и тральщиком Gossamer вышли из Архангельска в качестве эскорта обратного конвоя QP-4. 3 декабря крейсер отделился от конвоя и направился в Розайт, куда прибыл 6 декабря и встал на плановое техобслуживание и для монтажа паропроводов, уменьшающих последствия обледенения на верхней палубе. Также был установлен радар управления огнём главного калибра Type 284, а также Type 273 вместо устаревшего Type 271. 8 декабря после попадания бомбы в сухой док были убитые.

### Операция Archery
15 декабря, по окончании ремонта приступил к подготовительным упражнениям по огневой поддержке планирующегося десанта Командос на Лофотенские острова. 24 декабря крейсер совместно с эсминцами Onslow, Offa, Oribi и Chiddingfold вышел из Скапа-Флоу в качестве эскорта пехотных десантных кораблей Prince Charles и Prince Albert осуществивших посадку войск для высадки в Вогсёй и Молёй при поддержки авиацией (операция Archery). 25 декабря соединение было вынуждено укрыться в Sullom Voe на Шетландских островах из неблагоприятных погодных условиях, в которых был повреждён Prince Charles, операция была отложена на 24 часа. 26 декабря соединение продолжило поход прикрываясь от нападения с моря кораблями Home Fleet’а. 27 декабря отряд морской пехоты начал посадку на специальные десантные корабли перевозимых на борту десантных транспортов. Под прикрытием огня кораблей отряды Командос и морской пехоты высадились на берег. В высадке также принимали участие норвежские войска и королевские сапёры. При высадке Кения подверглась спорадическим воздушным атакам, а также обстрелу береговой батареи, получив от последней повреждения. 28 декабря отряд вернулся в Скапа-Флоу с 343 норвежцами, пожелавшими вступить в ряды британской армии. 1 января 1942 года крейсер встал на ремонт для устранения повреждений, после чего проводил учения базируясь на Скапа-Флоу.
17 января Кения совместно с крейсерами Sheffield и Suffolk вышел в море на поиски немецкого линкора «Тирпиц», после сообщения о его выходе в Северное море. После окончания поисков пришёл в Хвалфьордур. 21 января совместно с крейсером Nigeria вернулся в Скапа-Флоу, после проведения перехватывающего патрулирования у северо-западных подходах. Уже 22 января он вышел в очередной патруль между Фарерами и Исландией. 27 января 1942 года крейсер базируясь на Исландию совместно с крейсерами Sheffield и Trinidad был включён в состав Северного патруля между Исландией и Фарерскими островами. В начале февраля Кения была определена для прикрытия постановок у норвежского побережья (операция EA), которая впоследствии была отменена. Однако крейсеру всё же пришлось 16 февраля прикрывать вспомогательные минные заградители Agamemnon, Menestheus и Port Quebec, которые ставили мины на северном барраже между Исландией и Фарерами (Операция SN84). 21 февраля крейсер вернулся в Скапа-Флоу.

### PQ-12 и QP-8
С началом марта Кения перешла в Исландию, где соединилась с линейным крейсером Renown, линкором Duke of York, эсминцами Faulknor, Eskimo, Punjabi, Fury, Echo и Eclipse. 3 марта это соединение вышло из Хвалфьордура для проведения прикрытия конвоя PQ-12 в Мурманск и обратного QP-8. 5 марта оно соединилось с конвоем PQ12 шедшим из Рейкьявика и в тот же день было обнаружено немецким самолётом Fw.200. Кения же 6 марта оставила конвой и присоединилась к составу сил Home Fleet’a ships в составе линкор King Gorge V, авианосец Victorious, тяжёлый крейсер Berwick, и эсминцы Onslow, Ashanti, Intrepid, Icarus, Lookout и Bedouin, вышедшего из Скапа-Флоу и присоединившиеся к силам из Исландии 4 марта. 7 марта было получено сообщение о выходе в море «Тирпица». 8 марта крейсер вошёл в состав конвоя. 12 марта крейсер отделился от конвоя и прибыл в Кольский залив. 22 марта крейсер, хотя и предполагался к прикрытию обратного конвоя QP-9, вышел в независимое плавание с 10 тоннами золотых слитков на борту, прибыв 29 марта в Скапа-Флоу, где его команда была заменена.
18 апреля крейсер выходил на очередное прикрытие вспомогательных минных заградителей Southern Prince, Port Quebec, Agamemnon и Menestheus, выполняющих минную постановку между Исландией и Фарерами (Operation SN88).

### PQ-15 и QP-11

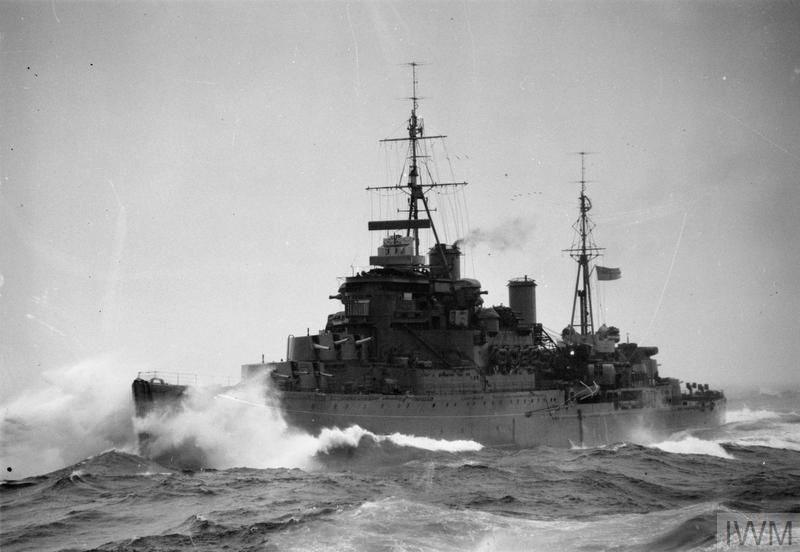
Крейсер Кения за полярным кругом, май 1942 года

28 апреля крейсер выходил в составе сил дальнего прикрытия (состояли из линкора King George V, американского линкора Washington, тяжёлого крейсера Kent, американских тяжёлых крейсеров Tuscaloosa и Wichita, эсминцев королевского флота и 4-х эсминцев американского) очередной пары Арктических конвоев: PQ-15 и QP-11. 2 мая оставался в составе сил флота, когда линкор King George V протаранил и потопил эсминец Punjabi. По окончании операции приступил к продолжению перехватывающих патрулирований.

### Операция Harpoon
В июне крейсер был назначен для проведения планирующейся очередной доставки подкреплений на Мальту (операция Harpoon). 4 июня крейсер вышел вместе с крейсером Liverpool и эсминцами Bedouin, Escapade, Icarus, Marne, Matchless, Onslow, и эскортными миноносцами Badsworth, Blankney, Middleton и польским Kujawiak, в качестве эскорта войскового конвоя WS-19S, следующего в Гибралтар. 11 июня, в Гибралтаре, крейсер вошёл в состав соединения W, прикрывающее конвой GM-4 на переходе через Средиземное море в Мальту. В состав соединения, помимо Кении вошли линкор Malaya, авианосцы Eagle и Argus, крейсера Liverpool и Charybdis, эсминцы Onslow, Escapade, Icarus, Wishart, Westcott, Wrestler, Vidette, Antelope. В течение 14 июня конвой подвергался тяжёлым воздушным атакам, в ходе которых крейсер Liverpool получил торпедное попадание и был вынужден вернуться на буксире в Гибралтар. 15 июня крейсер оставался с основными силами, когда конвой и непосредственное прикрытие пошли через сицилийские узости на Мальту. 16 июня Кения совместно с крейсером Charybdis отделились от основных сил, держась западнее проливов и дожидаясь корабли из состава сил непосредственного прикрытия, которые и встретили вечером 17 июня. 18 июня поредевшие силы в составе Кении, крейсеров Charybdis и Cairo и эсминцев Blankney, Ithuriel, Marne и Middleton прибыли в Гибралтар. Уже 20 июня Кения направилась в Скапа-Флоу, имея на борту оставшихся в живых с потопленного польского Kujawiak, прибыв туда 24 июня.

### Операция Pedestal и торпедное повреждение
1 июля крейсер сопровождал из Тайна в Розайт новейший линкор Howe, вступивший в строй после постройки. Затем крейсер снова вернулся к патрулям из Исландии, однако в конце месяца крейсер вернулся в Скапа-Флоу, так как предполагалось его участие в очередном конвое на Мальту (операция Pedestal). 29 июля он совершил переход из Скапа-Флоу в Клайд, чтобы присоединиться к силам охраны конвоя. 3 августа крейсер вышел в составе сил: линкоры Nelson, Rodney, авианосец Furious, крейсеров Nigeria, Manchester (присоединился позже), эсминцы Amazon, Ashanti, Eskimo, Malcolm, Pathfinder, Penn, Quentin, Somali, Tartar, Venomous, Wishart, Wolverine, Bicester, Bramham, Derwent, Ledbury, Wilton и Zetland сопровождающих конвой WS-21S. 10 августа крейсер вошёл в состав Соединения «X»: крейсера Cairo, Manchester и Nigeria, эсминцы Ashanti, Bicester, Bramham, Derwent, Foresight, Fury, Icarus, Intrepid, Ledbury, Pathfinder, Penn и Wilton и буксир Jaunty. Кения стала головным кораблём в правой колонне на начальном этапе после Гибралтара. 11 августа конвой подвергся воздушным атакам и атакам подводных лодок, в одной из которых U-93 атаковала и потопила авианосец Eagle, вместе с которым погибло более 200 человек из его экипажа. 12 августа итальянская подлодка Alagi после 21:00 на позиции 37°52′ с. ш. 09°21′ в. д. выпустила четыре торпеды в Кению; крейсер почти уклонился, но четвёртая торпеда попала в форштевень. Корабль продолжал движение с конвоем, и был способен дать скорость 25 узлов.

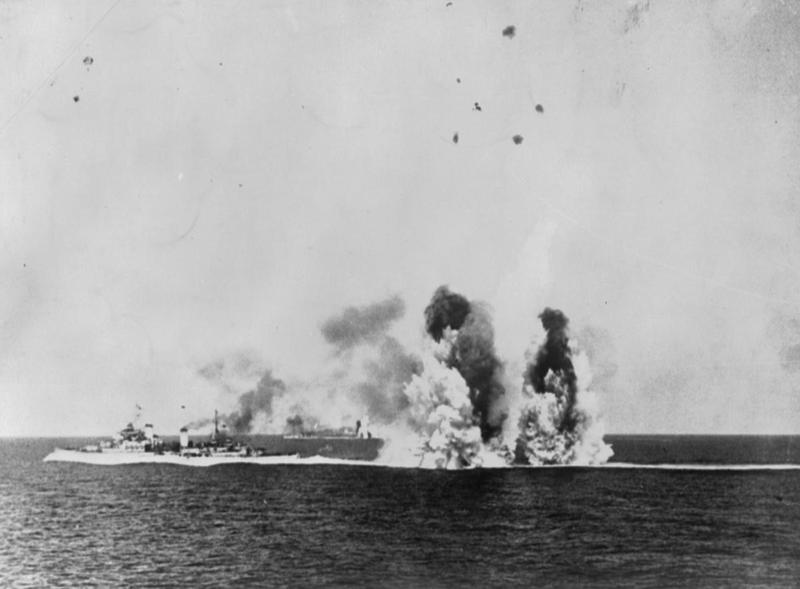
Кения в ходе проведения операции «Пьедестал», август 1942 года

15 августа крейсер прибыл в Гибралтар. 17 августа крейсер встал в док для временного ремонта носовой оконечности. 20 августа он вышел в Скапа-Флоу. 25 августа он пришёл в пункт назначения, потеряв за время перехода все последствия временного ремонта.30 августа крейсер совершил переход в Тайн, на коммерческую верфь South Shields, где 31 августа встал на ремонт и модернизацию, которая продолжалась до конца года. В ходе неё на крейсере заменили радар воздушного предупреждения Type 279 на Type 281, установили радары управления огнём Type 282 и 285, а также 6 спаренных 20-мм Эрликона.

### Служба в Восточном флоте
После ремонта крейсер был определён для службы в Восточном флоте. 8 января 1943 года на крейсере сменился командир. 12 января крейсер перешёл в Розайт для подготовки к дальнейшей службе, а 18 января перешёл в Скапа-Флоу войдя в состав Home Fleet’а и оставаясь в его составе в течение всего февраля. 8 марта крейсер прибыл в Плимут и был на короткое время подчинён Плимутскому командованию. Крейсера развёртывались для защиты судоходства у юго-западных подходов и атаки вражеских кораблей у побережья Франции.
12 марта крейсер в составе эскорта уходящего конвоя направился в Гибралтар, куда прибыл 18 марта. 22 марта он вышел дальше, во Фритаун, куда прибыл 27 марта. 30 марта он вместе с эсминцами Quadrant и Redoubt вышел в качестве океанского эскорта войскового конвоя WS28, следующего на Средний Восток на участке его перехода между Фритауном и мысом Доброй Надежды. 11 апреля по приходе конвоя в Кейптаун, Кения отделилась от него и совершила переход в Саймонстаун. 15 апреля он снова присоединился к конвою. 25 апреля он окончательно покинул конвой и пришёл в Килиндини, начав службу в составе Восточного флота. Там он встал на плановый ремонт и был перекрашен в камуфляж используемый Восточным флотом. По окончании ремонта крейсер перешёл в Дурбан, попутно сопровождая конвой, двигающийся в южном направлении. 26 мая в Дурбане он присоединился к войсковому конвою WS29 и сопровождал его до Килиндини, куда прибыл 1 июня. С 6 июня Кения сопровождала транспорт в Диего-Суарец, после чего вернулась 10 июня в Килиндини. 18 июня сопровождал 2 транспорта до Коломбо, после чего перешёл в главную базу Восточного флота — Тринкомали. 20 июня он вернулся в Коломбо и встал в док, по выходе из которого в июле, вернулся в Тринкомали и провёл учение с кораблями Восточного флота.
4 августа крейсер вышел из Тринкомали на встречу с войсковым конвоем US20, следующим на Средний Восток. 9 августа он приступил к его охранению совместно с голландским крейсером Tromp. 20 августа крейсер, после заправки на атолле Адду, прибыл в Килиндини, где на нём 24 августа снова сменился командир. В сентябре, базируясь на Килиндини, крейсер совершал патрулирование в Индийском океане, а также провёл учения совместно с подлодкой Osiris и тяжёлым крейсером Suffolk, недавно закончившим ремонт в Дурбане. В начале октября крейсер в сопровождении конвоя ушёл на Цейлон, прибыв 12 октября в Коломбо. После этого, базируясь на Тринкомали проводил учения вместе с кораблями флота. 9 ноября направился из Тринкомоли в Бомбей для демонстрации морской силы. По завершении этой операции перешёл в Килиндиня для обеспечения защиты судоходства. Выходил на безуспешные поиски японских рейдеров в Бенгальский залив.
С 4 по 9 декабря крейсер выходил на учения из Тринкомали совместно с крейсером Newcastle. 13 декабря, во время купаний в гавани, на борту крейсера произошёл несчастный случай. С 17 по 24 декабря снова совместно с крейсером Newcastle Кения проводила учения. 5 января нового 1944 года оба крейсера вновь проводили учения, на этот раз с крейсерами Ceylon и Sussex. 9 января совместно с крейсером Newcastle был направлен в Мадрас с официальным визитом, но уже 10 января крейсера были отозваны в Коломбо для дозаправки для специальной операции. 12 января крейсер вместе с крейсерами Newcastle и Suffolk, эскортным авианосцем Battler, вспомогательным крейсером Canton, австралийским эсминцем Nepal и фрегатом Bann вышел на поиски блокадопрорывателя к юго-востоку от Маврикия (Операция Thwart). 23 января совместно с эсминцем Nepal Кения образовало Соединение 64 (Force 64), выйдя из бухты Tombau и проведя поиски к юго-востоку от острова, самолёты с эскортного авианосца Battler обеспечивали разведку. 30 января операция после безуспешных поисков была отменена из-за неблагоприятной погоды.
После этого крейсер с Маврикия ушёл на ремонт в Саймонстаун, где встал в док до 10 марта. В ходе ремонта на крейсер дополнительно были установлены ещё 2 спаренных Эрликона. Сам ремонт продлился до апреля. После проведения испытаний в гавани и море, крейсер 15 апреля вышел в патрулирование по защите судоходства, в ходе которого на нём проводились учения. 24 апреля он прибыл в Килиндини. 25 апреля крейсер в составе прикрытия рядового конвоя ушёл в Коломбо. 4 мая крейсер ненадолго встал в док в Бомбее.
6 мая крейсер под флагом командующего 4-й эскадрой крейсеров вышел в составе Соединения 65 (Force 64): линкоры Queen Elizabeth и Valiant, линейный крейсер Renown, французский линкор Richelieu, голландский крейсер Tromp эсминцев Rotherham, Racehorse, австралийских эсминцев Quiberon, Quality, Napier, Nepal, и голландского эсминца Van Galen. Соединение 65 прикрывало воздушную атаку авианосцев Illustrious и американского Saratoga на Сурабайю (Операция Transom). 15 мая соединение заправилось в заливе Exmouth в Западной Австралии с танкеров Соединения 67, после чего вышло для проведения операции. 17 мая авианосцы нанесли удар, который вызвал значительные разрушения, после чего корабли повернули на Цейлон. 18 мая Saratoga отделилась от соединения и вернулась в состав американского Тихоокеанского флота. 27 мая британские корабли вернулись на Тринкомали с уровнем топлива на борту не превышающим необходимого минимума для проведения дальнейших каких-либо действий. Нехватка флотских танкеров на Цейлоне привела к тому, что корабли заправлялись в течение 3-х дней.
В начале июня крейсер выходил на учения в Полкский пролив между Цейлоном и материковой Индией, после чего вернулся в Тринкомали для проведения планирующегося удара по Андаманским островам (Операция Pedal). 19 июня Кения в составе Соединения 60 (Force 60): авианосец Illustrious, линейный крейсер Renown, французский линкор Richelieu, крейсера Nigeria и Ceylon эсминцы Quilliam, Quality, Quickmatch, Rotherham, Racehorse, Relentless, Roebuck и Raider для воздушной атаки Порт-Блэр. 21 июня корабли вышли на позицию атаки, причём корабли соединения усиливали его ПВО. 23 июня Соединение вернулось в Тринкомали. 27 июня крейсер снова выходил на учения в Полкский пролив.
Тем временем к Восточному флоту присоединились авианосцы Indomitable и Victorious, что позволило проводить воздушные операции более чем одним авианосцем. 4 июля Кения приняла на борт сотню индийский солдат и доставила на атолл Адду. 10 июля он вернулся в Колмбо перевозя на борту доковых рабочих.
22 июля крейсер вышел в Составе Соединения 62 (Force 62): линкоры Queen Elizabeth и Valiant, линейный крейсер Renown, французский линкор Richelieu, крейсера Nigeria, Ceylon, Cumberland, Phoebe, голландский крейсер Tromp, эсминцы Relentless, Rotherham, Racehorse, Raider, Roebuck, Rapid, Quilliam, Quality и Quickmatch сопровождающего воздушную атаку по аэродромам Сабанга, с одновременным обстрелом гавани и береговым портовым сооружениям (Операция Crimson). 24 июля крейсер оставался с главными силами, когда авианосцы и три эсминца отделились и пошли в точку начала атаки. 25 июля крейсер отделился для обстрела радиостанции на острове Пуло Вех и ведения контр-батарейного огне по береговым батареям. 26 июля вместе с корабля Соединения пошёл обратно в Тринкомали.
В первой половине августа, крейсер совместно с крейсером Ceylon и эсминцами Rotherham, Redoubt, Raider, Rapid и Rocket сопровождали линкор Howe на его финальном этапе перехода до Коломбо. Линкор должен был составить костяк формируемого британского Тихоокеанского флота. 19 августа все эти же корабли сопровождали авианосцы Indomitable и Victorious, составив Соединение 64 (Force 64). Авианосцы должны были нанести удар по Падангу и Emmerhaven (Операция Banquet). Эта операция должна была отвлечь японские силы от американских операций проводимых на Новой Гвинее. 22 августа корабли заправились с флотского танкера Easedale. 24 августа был нанесён сам воздушный удар, а 27 августа вернулось в Тринкомали. В ходе операции выяснилось, что новейший британский линкор не может выдерживать свою максимальную скорость в 28 узлов, а также имел уменьшенную дальность плавания. 28 августа крейсер перешёл в Коломбо, закончив свой 4-й год службы.
В начале сентября крейсер совместно с эскадрой и флотом проводил тренировки, по окончании которых вернулся 11 сентября в Тринкомали. 14 сентября крейсер в составе соединения 63 (Force 63): линкор Howe, авианосцы Indomitable и Victorious, тяжёлый крейсер Cumberland, эсминцы Rotherham, Redoubt, Relentless, Racehorse, Rapid и Rocket вышел для проведения очередной воздушной атаки — на этот раз железнодорожной станции в Sigli, на Суматре и проведения воздушной разведки (Операция Light). 17 сентября часть A операции (удар по аэродромам и проведение разведки) была отменена, но на следующий день была выполнена часть B операции. 20 сентября Соединение вернулась в Тринкомали. В ходе операции выявились различные ошибки, в том числе связи и проведении посадочных работ.
25 сентября Кения отправилась сопровождать базу подводных лодок Maidstone с Цейлона во Фримантл, куда корабли прибыли 3 октября. 15 октября он вышел из Фриманта сопровождая войсковой транспорт Dunnotar Castle. 23 октября к ним присоединились эсминцы Pathfinder и Paladin. 25 октября крейсер отсоединился от них и предпринял переход на атолл Адду для дозаправки. Однако уже 26 октября он был перенаправлен в Коломбо для постановки в док для небольшого ремонта. 8 ноября крейсер вышел в Тринкомали для продолжения службы, куда прибыл 11 ноября. Там он выходил с флотом для учений и стрельб в рамках планирующейся высадке в Бирме. 22 ноября крейсер был передан и 5 эскадры крейсеров Восточного флота в формирующийся Британский Тихоокеанский флот.
1 декабря вместе с крейсерами Nigeria, Newcastle и Phoebe, Кения образовала Соединение 61 (Force 61) вышедшее с командующим Восточным флотом на борту для посещения баз на побережье Бирмы, которые планировалось использовать при наступлении в Бирме. 19 декабря Кения с командующим Восточным флотом на борту направилась в Калькутту для официального визита, куда и прибыла 20 декабря. 26 декабря она вышла из Калькутты и направилась в Бомбей. 5 января 1945 года с борта крейсера проводились учения по высадке морских пехотинцев у Бомбея, для чего использовалось 4 десантных корабля. 11 января крейсер выходил совместно с крейсерами Phoebe, Nigeria и Newcastle и эсминцами Paladin и Rapid, для проведения подобных учений. 23 декабря эти корабли, за исключением Phoebe вышли в составе Соединения 65 для поддержки высадки морских пехотинцев на остров Cheduba, которую провели 26 января (Операция Sankey). 28 января крейсер перешёл к острову Ramree для усиления Соединения 64, осуществляющего бомбардировку берега (Операция Matador). 29 января Кения вернулась к острову Cheduba. До 31 января она поддерживала мрских пехотинцев прежде чем вернуться в Тринкомали.
22 февраля крейсер вышел из Тринкомали в оставе Соединения 62: эскортные авианосцы Empress и Ameer, эсминцы Volage, Virago и Vigilant, фрегаты Spey, Swale и Plym для проведения авианосных воздушных разведывательных операций в Андаманском море (Операция Stacey). В ходе операции на фрегате Spey были обнаружены неисправности и 26 февраля он был заменён фрегатом Trent из состава танкерного Соединения 61. С 25 февраля проводились полёты над перешейком Кра, островом Пукет, Пенангом, Langkawi и Butong Islands, а также над мысом Виктория в Малайе и Северной Суматрой. 1 марта корабли подверглись воздушной атаке, которая была отбита самолётами авианосцев. После этого корабли двинулись к островам Симилан. 5 марта, по окончании операции корабли двинулись на Цейлон, прибыв в Тринкомали 7 марта. 15 марта крейсер проводил артиллерийскую поддержку высадки на Letpan (Операция Turret), по окончании которой было принято решение о направлении его в Метрополию через Дурбан и Мыс Доброй Надежды.
28 марта крейсер вышел из Коломбо, прибыв в Дурбан 6 апреля. Там 15 апреля с крейсера сняли башню главного калибра «X». Это было сделано для дальнейшего усиления зенитного вооружения. Сама башня предполагалась к использованию в качестве замены при повреждении других кораблей в регионе. 23 апреля крейсер отплыл в Кейптаун после погрузки на борт золотых слитков для метрополии. Дальше крейсер отправился в Ширнесс с заходом во Фритаун. 13 мая он прибыл в Ширнесс и перешёл в Чатам, где завершил процесс разоружения. 6 июня он встал на ремонт и модернизацию, которая закончилась только в декабре 1945 года.